# Kániv
Kaniev (en ucraniano: Канів) es una ciudad del óblast de Cherkasy, en Ucrania central. Está regada por el río Dniéper y es también uno de los principales puertos fluviales del continente en el Dniéper. La población actual se calcula en 23 503 (est. 2021).
El poeta ucraniano Tarás Shevchenko, considerado fundador de la literatura ucraniana, está enterrado en una colina que mira al Dniéper en Kániv, y la ciudad alberga un museo dedicado a su memoria. Entre la industria de la ciudad está la central hidroeléctrica de Kániv ubicada en el embalse de Kániv sobre el Dniéper, y fábircas de productos alimenticios, leche y lácteos, además de procesamiento de la volatería.
Kániv es el centro administrativo del raión de Kániv.

## Historia

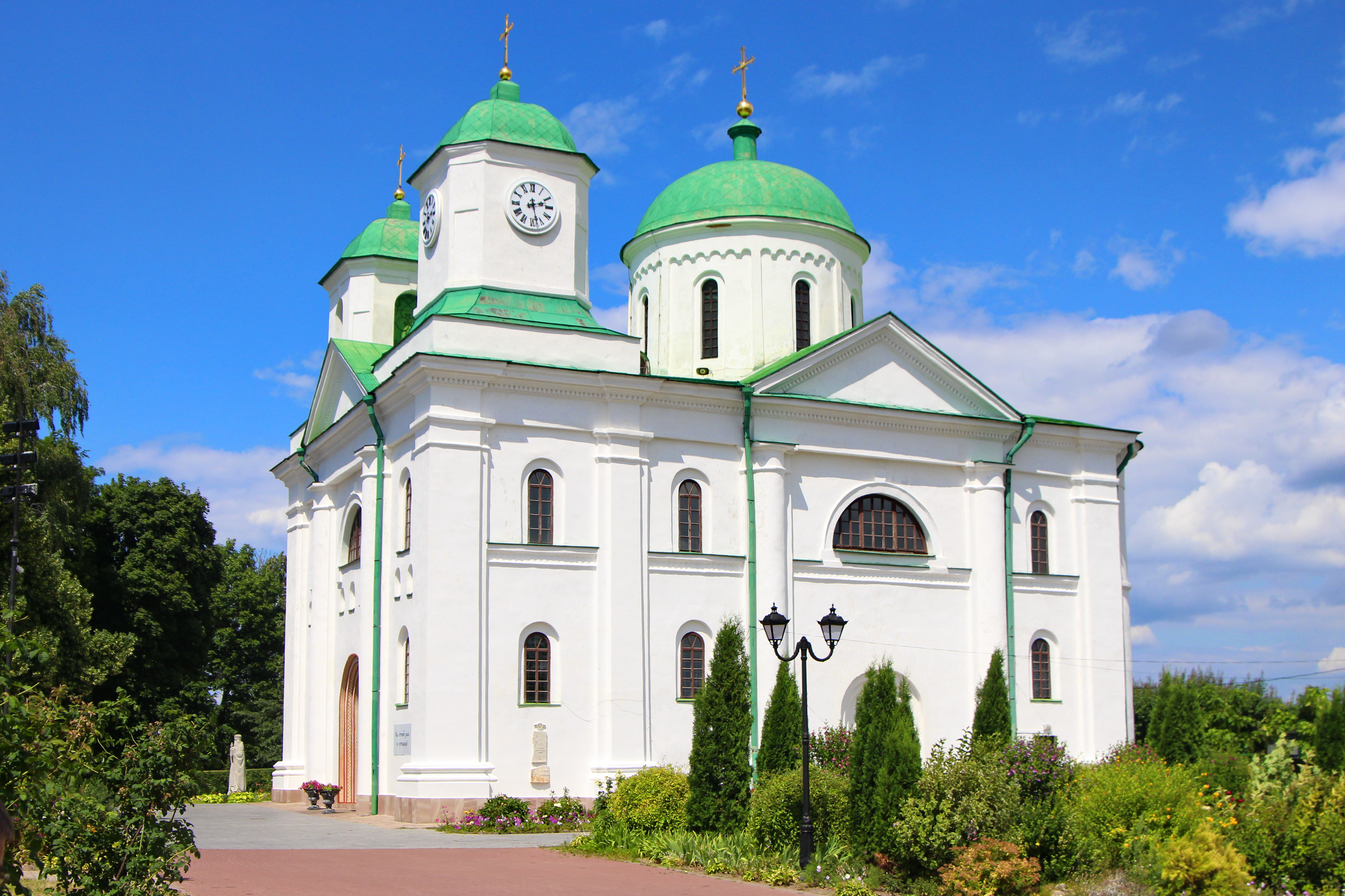
La catedral de Kániv.

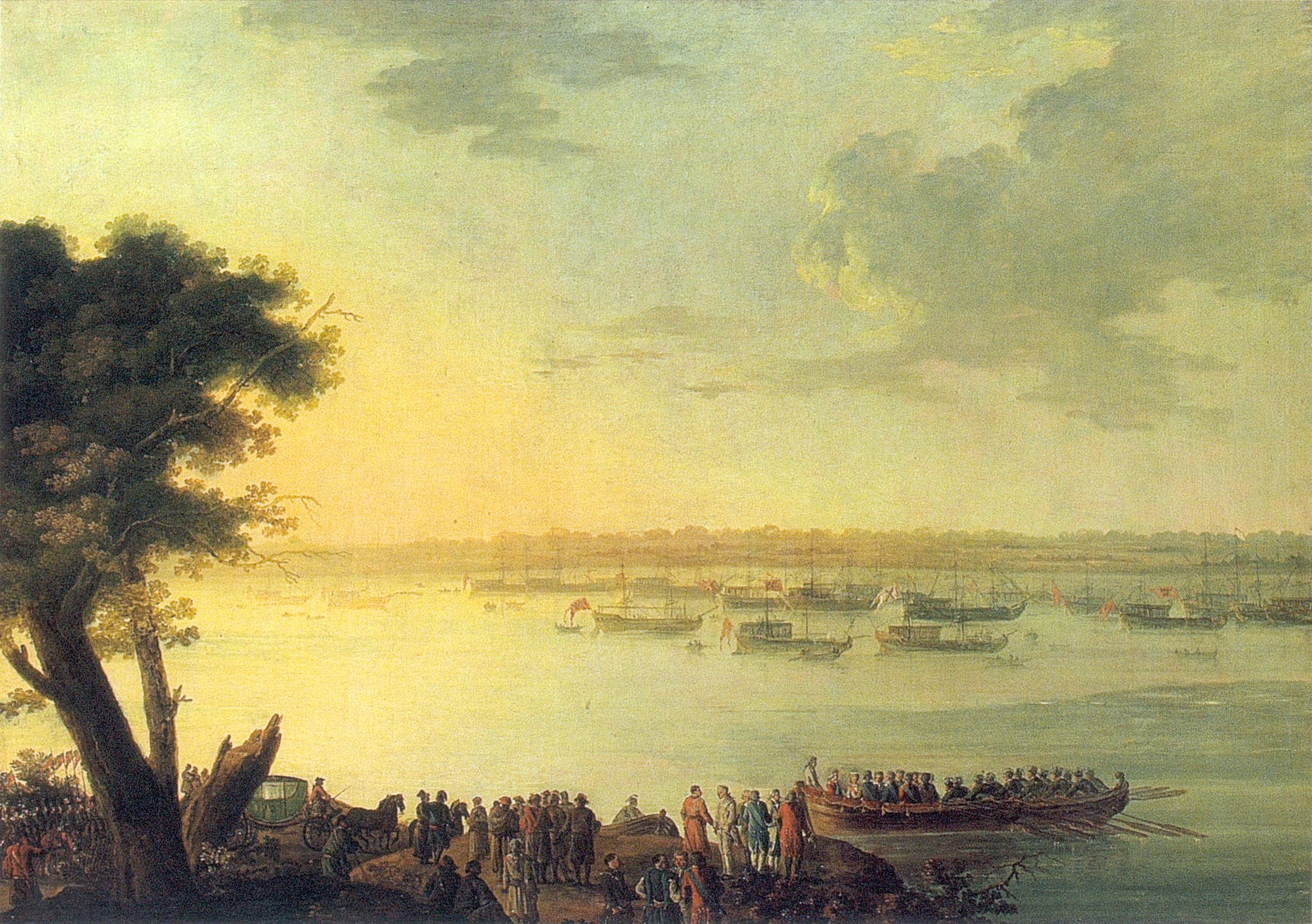
Catalina II abandona Kániv en 1787, Jan Bogumił Plersch.

La ciudad aparece mencionada por vez primera en una crónica de 1149, aunque algunos creen que había sido fundada ya en el siglo X; su nombre deriva del mote personal ("águila ratonera"). En la Edad Media se encontraba en la Ruta comercial de los varegos a los griegos. Inicialmente formó parte de la Rus de Kiev, en el siglo XIV fue anexionada por el Gran Ducado de Lituania. Fue saqueada por los turcos otomanos en 1458.
En 1569, Kániv pasó a ser parte de Polonia, y fue también uno de los centros de la cultura y vida militar cosaca. En 1600, recibió el derecho de Magdeburgo, pero la prosperidad de la ciudad fue detenida por sucesivas plagas, incendios y malestar cosaco. Durante el "Diluvio" la ciudad fue tomada por las fuerzas de Bohdán Jmelnytsky en 1648. En 1768, fue capturada por uno de los líderes de la Koliyívschina, Máksim Zalizniak. Por efecto de un pogrom, la mayor parte de los szlachta y judíos locales fueron asesinados. Después de la segunda partición de Polonia la ciudad con grandes partes de otros territorios pasó a control del Imperio ruso. En 1787, Kániv fue visitada por Catalina II. Se encontró allí con el rey polaco Estanislao Augusto Poniatowski.
Durante las últimas etapas de la Gran Guerra, el 11 de mayo de 1918, la ciudad fue la sede de la batalla de Kániv, en la que las fuerzas del Segundo Cuerpo Polaco y las legiones polacas bajo Józef Haller de Hallenburg fracasó a la hora de romper las líneas austro-alemanas al lado ruso. Durante la Segunda Guerra Mundial, Kániv fue el lugar de una caída espectacularmente fracasada de paracaidistas soviéticos. 
En 1978, Oleksa Hirnyk se quemó a lo bonzo en protesta por la rusificación en Kániv, en una colina cerca de la tumba de Shevchenko. En 2007, fue honrado como un Héroe de Ucrania.